# Янкова (Малопольське воєводство)
Янкова (пол. Jankowa) — село в Польщі, у гміні Бобова Горлицького повіту Малопольського воєводства.
Населення — 1045 осіб (2011).
У 1975-1998 роках село належало до Новосондецького воєводства.

## Демографія
Демографічна структура станом на 31 березня 2011 року:
|          | Загалом | Допрацездатний вік | Працездатний вік | Постпрацездатний вік |
| -------- | ------- | ------------------ | ---------------- | -------------------- |
| Чоловіки | 514     | 143                | 332              | 39                   |
| Жінки    | 531     | 155                | 293              | 83                   |
| Разом    | 1045    | 298                | 625              | 122                  |